# Ilocos
Ilocos nebo také Region I je jeden ze sedmnácti správních regionů, na něž se dělí Filipínská republika. Nachází se v severozápadní části ostrova Luzon a má rozlohu 13 013 km². Hlavním městem je San Fernando, region se dělí na čtyři provincie a 116 obcí. Ilocos má okolo pěti milionů obyvatel, z nichž okolo dvou třetin tvoří Ilokánci, v jižní části regionu žijí Pangasinanové. Většinu obyvatel tvoří katolíci anebo příslušníci místní církve Aglipayan.

## Geografie
Region sousedí na západě a severu s Jihočínským mořem, na východě s regionem Cagayan Valley a s Kordillerským administrativním regionem a na jihu s regionem Střední Luzon. Území tvoří přímořská nížina, která směrem do vnitrozemí přechází do pohoří Cordillera Central. Nejvýznamnější řekou je Agno. V Lingayenském zálivu se nachází Národní park Sto ostrovů.
V roce 1973 rozhodl diktátor Ferdinand Marcos, rodák z ilokánského města Sarrat, že se region rozšířil o provincii Pangasinan. Naproti tomu v roce 1987 byly provincie Abra a Benguet připojeny k nově vytvořenému Kordillerskému administrativnímu regionu.

## Ekonomika
Ilocos je převážně zemědělským regionem, kde jsou hlavními plodinami rýže, cukrová třtina a tabák, chovají se prasata a buvoli, významným artiklem jsou také ryby, především chanos stříbřitý. Centrem průmyslu a obchodu je Dagupan, z turistického ruchu profituje především Vigan, který byl díky zachované koloniální architektuře zařazen mezi Světové dědictví. Nedaleko Bangui byla vybudována první větrná elektrárna v jihovýchodní Asii. Index lidského rozvoje dosahuje 0,705 a je čtvrtý nejvyšší z filipínských regionů.

## Seznam provincií
| Statistické údaje k roku 2015 | Statistické údaje k roku 2015 | Statistické údaje k roku 2015 | Statistické údaje k roku 2015 | Statistické údaje k roku 2015 | Statistické údaje k roku 2015 |
| Provincie                     | Rozloha                       | Počet obyvatel                | Hustota zalidnění             | Sídlo správy                  | Počet obcí                    |
| ----------------------------- | ----------------------------- | ----------------------------- | ----------------------------- | ----------------------------- | ----------------------------- |
| Ilocos Norte                  | 3 418.75 km²                  | 593 081                       | 173 obyv./km²                 | Laoag                         | 21                            |
| Ilocos Sur                    | 2 596.00 km²                  | 698 668                       | 266 obyv./km²                 | Vigan                         | 32                            |
| La Union                      | 1 499.28 km²                  | 786 653                       | 525 obyv./km²                 | San Fernando                  | 19                            |
| Pangasinan                    | 5 450.59 km²                  | 2 956 726                     | 542 obyv./km²                 | Lingayen                      | 44                            |
| CELKEM                        | 12 964.62 km²                 | 5 026 128                     | 388 obyv./km²                 | San Fernando                  | 116                           |